# Santo Cristo de la Victoria de Serradilla
El Santísimo Cristo de la Victoria de Serradilla es una imagen de Jesucristo que se venera en el convento de las madres agustinas recoletas de la villa española de Serradilla, en la provincia de Cáceres.

## Historia y descripción
Es una escultura de madera policromada, realizada en Madrid por el escultor madrileño Domingo de Rioja, alrededor de 1635, por encargo de la beata Francisca de Oviedo, quien solicitó al escultor una versión tridimensional de una pintura del convento dominico de Atocha. Domingo de Rioja expuso la imagen en la parroquia de San Ginés y rápidamente obtuvo fama de milagrosa. El rey Felipe IV se impresionó por la calidad artística de la imagen y la retuvo hasta 1637 en la capilla del Real Alcázar de Madrid.
Tras convencer al rey para sacar la imagen de Madrid, Francisca de Oviedo logró llevar la imagen hasta Plasencia, la capital de la diócesis a la que pertenece Serradilla. Las noticias sobre sus milagros en Madrid habían llegado a esta ciudad, por lo que el obispo Plácido Pacheco ordenó que el traslado no continuase hasta Serradilla y se quedase en la parroquia de San Martín. La beata regresó a Madrid para pedir amparo al Consejo de Castilla, que la ignoró. Sin embargo, convenció a Diego de Arce y Reinoso, oidor del Consejo y antiguo estudiante del colegio del Río, para que prometiera llevarla a Serradilla en caso de ser nombrado obispo de Plasencia. Diego de Arce fue nombrado obispo placentino en 1640, y tras ello la talla llegó a Serradilla el sábado 13 de abril de 1641.

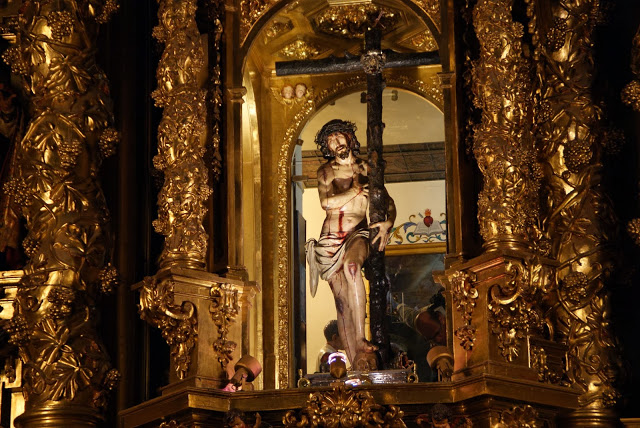
Detalle del camarín donde se encuentra la sagrada imagen.

La representación de Jesucristo en la imagen es una combinación de elementos de la victoria del Divino Redentor con el sufrimiento que le supuso la Pasión de Cristo. En la parte pasional, es una imagen muy emotiva, donde Cristo muestra una mirada intensa, múltiples heridas con sangre abundante y aprieta su mano derecha contra el corazón. Sin embargo, al mismo tiempo, la victoria de Cristo sobre la muerte se refleja en que se halla de pie abrazando la cruz y pisando con el pie izquierdo una calavera, de forma que apoya el peso en la pierna derecha. Además, con la cruz aplasta una serpiente, símbolo del mal.
El éxito popular que tuvo llevó a que se esculpiesen diversas variantes y réplicas, dando lugar a una de las iconografías más extendidas de la escultura barroca española, especialmente en las imágenes de Cristo de Madrid. La réplica considerada de mayor calidad se halla en la capilla del hospital de la Venerable Orden Tercera de dicha ciudad, donde recibe el nombre de "Cristo de los Dolores" y preside un baldaquino. Sin embargo, la más conocida de todas es la imagen del Cristo de Tacoronte de Tenerife, atribuido también a Domingo de Rioja; esta imagen salió de Madrid en 1661 y es una de las más veneradas en Canarias.

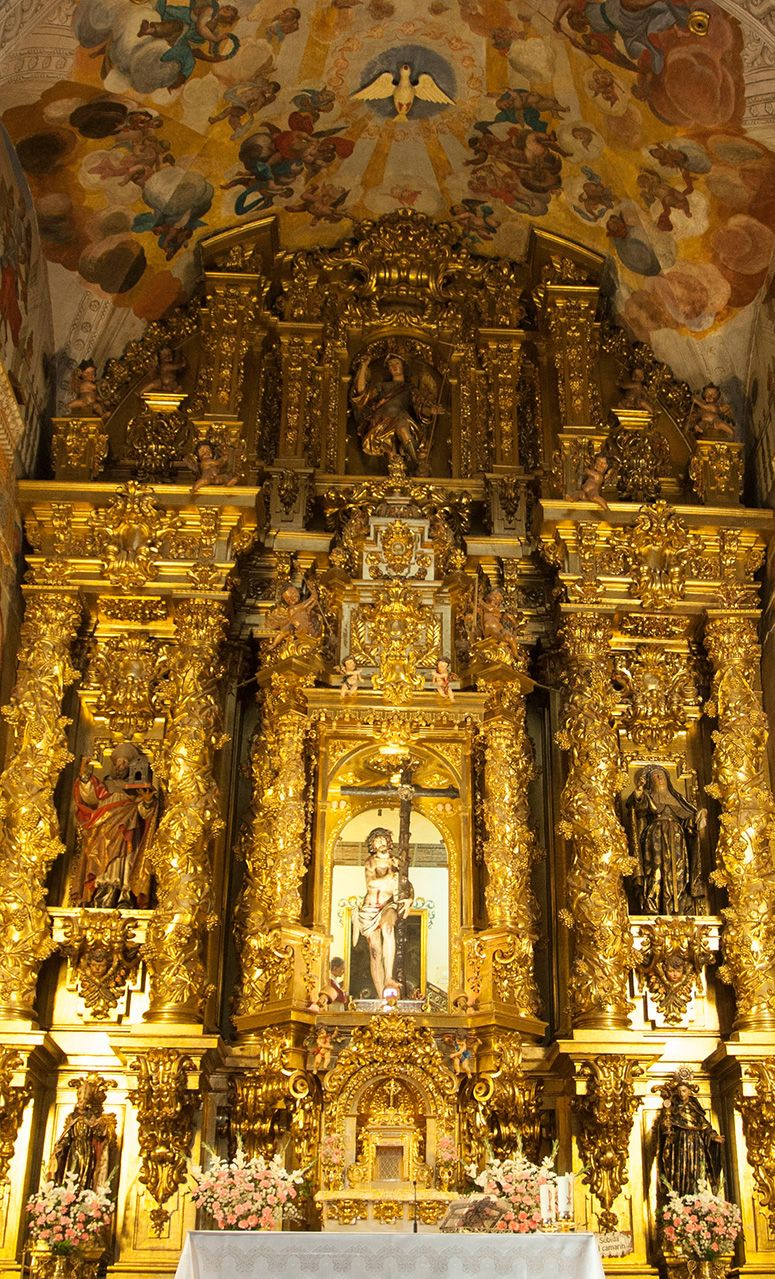
Retablo y altar mayor.

El Santo Cristo de la Victoria conocido en Serradilla como el Cristo Bendito o Cristu Benditu goza de mucha devoción en toda Extremadura y España entera, y hasta su santuario llegan miles de devotos anuales para rezarle y pedirle gracias.
El Santo Cristo de la Victoria de Serradilla fue restaurado en 1992 por Mariano Nieto Pérez, Conservador-Restaurador del Museo Nacional de Escultura.

## Salidas procesionales
El Santísimo Cristo de la Victoria de Serradilla sale en contadas ocasiones, y casi siempre lo ha hecho solo en casos de sequía extrema.
Para que el Cristo de Serradilla salga en procesión, es necesario un largo tiempo de novenas, y rituales tradicionales que preparan al pueblo para ese acontecimiento histórico.
La imagen ha recorrido las calles de la villa en un total de 16 ocasiones documentadas desde 1641, en que llegó a Serradilla. Aunque la gran mayoría de las procesiones hechas por la imagen del Stmo. Cristo de la Victoria han sido solicitándole el milagro de la lluvia, al menos en tres ocasiones ha salido de su santuario por otros motivos, como está documentado.
Las salidas en procesión de que hoy día se tienen constancia son las siguientes:
1. en 1648, con motivo la acción de gracias por la terminación de la obra y el traslado a la nueva iglesia que para la imagen se construyó.
2. en 1685, fue la primera ocasión en que salió para pedir el milagro de la lluvia.
3. en 1700.
4. en 1705, solo 5 años después y también en acción de gracias por haberse terminado de pintar los frescos de los murales que adornan su santuario, así como los dorados de su retablo.
5. en 1794, siendo este el período más largo (que se sepa) en que la imagen no salió de su templo.
6. en 1802
7. en 1836
8. en 1844
9. en 1874
10. en 1896. Estas cinco últimas están datadas documentalmente y se supone que fueron para pedir el milagro de la lluvia.
11. En abril de 1907.[8]
12. El 1 de mayo de 1921.[8]
13. El 24 de abril de 1941, con motivo de la conmemoración del tricentenario de su llegada. Siendo además el único centenario celebrado hasta ahora.[8]
14. El 3 de mayo de 1970, debido a la sequía.[8]
15. El 15 de febrero de 1981, también por extrema sequía.[8]
16. El 16 de abril de 2016 tuvo lugar la hasta ahora última procesión del Cristo, tras 35 años sin salir y con motivo del 375 aniversario de su llegada a Serradilla. La villa se abarrotó de visitantes que querían presenciar la excepcionalidad del evento, muchos de los cuales acabaron yéndose sin ver la procesión porque no paró de llover en toda la mañana, cuando los actos estaban previstos. Sin embargo, sorpresivamente dejó de llover y se aprovechó para sacar la imagen a las cuatro y media de la tarde. Se mantuvieron cocheras abiertas en todo el recorrido por si hubiera que resguardar la imagen de una lluvia temporal, hecho que finalmente ocurrió en momentos puntuales.[9]